# Лихолатова, Федора Александровна
Федо́ра Алекса́ндровна Лихола́това (1910 год, Каратал, Копальский уезд, Семиреченская область, Российская империя — дата и место смерти не известны) — колхозница, Герой Социалистического Труда (1948).

## Биография
Родилась в 1910 году в ауле Каратал Копальского уезда Семиреченской области (ныне — Коксуского района Жетысуской области Казахстана).
С 1932 года работала в колхозе «Коминтерн». В 1938 году её назначили звеньевой свекловичного звена. Под её управлением звено в 1946 году собрало с гектара более 500 центнеров свеклы. По инициативе Федоры Лихолатовой на её участке были применены поливальные установки. За рекордный урожай свеклы более 1004 центнеров с гектара была удостоена звания Героя Социалистического Труда.
Работала в колхозе «Коминтерн» до 1957 года.
Проживала в родном селе, мать семерых детей.

## Награды
- Герой Социалистического Труда (28 марта 1948 года)
- Медаль за доблестный труд в Великой Отечественной войне (1946)